# 井上光兼
井上 光兼（いのうえ みつかね）は、戦国時代の武将。毛利氏の家臣。安芸井上氏当主。

## 生涯
寛正4年（1463年）、安芸井上氏の井上勝光の嫡男として生まれる。安芸井上氏は清和源氏の流れを汲む信濃源氏井上氏の支流で、光兼の祖父・光教が毛利豊元の妹と婚姻して以降、毛利氏と密接な関係を持つようになり、光兼も毛利氏当主に代々仕えた。
永正4年（1507年）、光兼の邸宅に一人の客僧が訪れて念仏の大事を説いたが、当時11歳の毛利元就が父・弘元の側室であった杉大方に伴われて光兼の邸宅を訪れ、念仏の伝授を受けている。これ以後、元就は毎朝朝日を拝んで念仏を十篇ずつ唱え、後生の事や今生の願いを日輪に対して祈祷することを日課とした。
天文19年（1550年）7月12日から7月13日にかけて、元就による安芸井上氏粛清の際に子の元兼や孫の就兼、就澄をはじめとした安芸井上氏の一族30余名が誅殺されたが、光兼は高齢のため、誅殺を免れ、翌年の天文20年（1551年）8月5日に死去。享年89。